# Imigração alemã na região Nordeste do Brasil
Este artigo diz respeito ao movimento migratório de alemães para a região nordeste do Brasil.

## Antecedentes
A imigração alemã no nordeste brasileiro teve início entre 1566 e 1572, com a chegada do nobre alemão Christoph Linz Von Dondorf, primeiro integrante desta família a chegar ao país. Seus primos e os irmãos Konrad Linz, Roderich Linz e Cibaldo Lins chegaram em seguida. A família deu origem a milhares de descendentes brasileiros.
Muitos alemães permaneceram no Brasil após o fim da ocupação e deixaram descendência, tais como Abraham Tapper, Johan Heck, Albert Gerritsz Wedda, Wensel Smith (que aportuguesou seu nome para "Bento Farias"), e Gaspar Wanderley. Embora não tenham deixado impacto genético significativo, sua marca cultural permanece na ancestralidade e nas famílias da população de toda a região da antiga Capitania de Pernambuco.[carece de fontes?]
No Ceará, houve a presença nesta mesma época de Pedro Lelou de Lannoy, um nobre flamengo, cujo local de nascimento (em 1642) fazia parte do Sacro Império Romano Germânico, em Bruxelas, Bélgica. Pedro Lelou de Lannoy faleceu por volta de 1716, em Siupé, São Gonçalo do Amarante, Ceará. Nobre e soldado, buscou as terras portuguesas no solo colonial do Brasil, para ser militar com o alto posto de mestre de campo e Capitão-Mor Governador da província do Ceará durante o período de sua conquista. Foi casado com a portuguesa Joana Lobo de Albertim, filha de pai militar, português da mais alta nobreza, que veio ao Brasil a serviço do Rei Dom João IV de Portugal. Atualmente centenas de famílias da região do Vale do Acaraú, no Ceará, e da região da Serra do Ibiapaba descendem desse casal.

## A imigração
Apesar de a imensa maioria dos europeus a imigrarem ao Brasil durante o período colonial serem ibéricos, alguns alemães se aventuraram às terras do nordeste brasileiro. Além da presença de muitos nobres portugueses de origem alemã, como exemplo, temos o marquês de Aracati, João Carlos Augusto de Oyenhausen Gravenburg, este nobre português filho de um alemão, tendo se assentado na região de Aracati, no Ceará, e deixado suposta descendência ilegítima por meio de um filho bastardo de mesmo nome, João Carlos Augusto, além de 11 filhos legítimos, com atualmente dezenas de famílias de descendentes na região do Jaguaribe, no Ceará. Além dele, houve também a imigração da família Lossio&Seiblitz, provenientes da nobreza germânica, que acompanhou a corte portuguesa em sua fuga para o Brasil, com destaque para o deputado Nuno Eugênio, tendo deixado descendentes de sobrenome "Lossio" e variantes deste pelo território nordestino, especialmente nos estados de Pernambuco e Ceará. Também a família Giffenich no Maranhão, por intermédio do Tenente Coronel Johann Benedictus Kaspar Giffenich; a família Jansen, também no Maranhão, por intermédio de Theodoro Jansen Moller, filho de um alemão de Hamburgo e da parte materna, neto de belgas. Está família é a ancestral da política e empresária brasileira, Anna Joaquina Jansen Pereira também conhecida como "Donana". No Maranhão, a família dinamarquesa de origem alemã e norueguesa, dos Boldt Hoyer, por intermédio de Martinus Hannibal Boldt e seus primos Peter Martinus Hoyer e João Frederico Hoyer; a família Beckman, que chegou ao Brasil por intermédio dos irmãos Manuel Beckman e Thomas Beckman Filho, filhos de um alemão de Dortmund e uma portuguesa. Manuel se casou com Dona Maria de Almeida Albuquerque Pereira de Cáceres, deixando larga descendência, assim como seu irmão Thomas Beckman Filho, que se casou com Helena de Almeida Albuquerque Pereira Cáceres, também deixando larga descendência por todo o estado do Maranhão, esses dois irmãos foram os responsáveis por protagonizar a Revolta dos Beckman. Outro exemplo, que podemos citar é a família sergipana dos Rollemberg, de grande poder político, esta família possuí origem em Manoel Rollemberg, português filho do alemão Immanuel Rollemberg, que imigrou ao Brasil no século 18, e seu primo Francisco de Pina, filho de seu tio alemão estabelecido em Lisboa Balthazar Weide, também se estabeleceu no nordeste brasileiro. Entre os descendentes ilustres desta família estão o Barão de Japaratuba e o Barão de Estância.
A primeira colônia alemã no Brasil foi fundada ainda antes da independência do país. No sul da Bahia, em 1818, o naturalista José Guilherme Freyreiss criou a colônia Leopoldina, onde foram distribuídas sesmarias para colonos alemães, porém o projeto não foi bem sucedido. Os colonos se dispersaram e a mão de obra imigrante nas sesmarias foi substituída pela escrava. Uma pequena parte destes imigrantes, se assentou em outros estados nordestinos.
Em Pernambuco, segundo o censo brasileiro de 1920, dos 52.870 alemães residentes no Brasil, 1.550 estavam em Pernambuco. As duas guerras mundiais do século XX impulsionaram a colônia alemã no Recife, que já contou com 1200 imigrantes. Esta presença alemã pode ser observada no Deutscher Klub Pernambuco, fundado em 1920, e que antes era restrito apenas à colônia alemã e seus descendentes. Durante a Segunda Guerra Mundial, o Deutscher Klub Pernambuco, que tinha ligação com o Partido Nazista, foi considerado propriedade alemã e sofreu uma desapropriação pelo Governo Federal, devido à mudança de posição do presidente Getúlio Vargas, que deixou de apoiar o Eixo para apoiar os Aliados. Após o final do conflito a colônia alemã pernambucana pode reaver sua propriedade. Com o apoio brasileiro aos Aliados, os alemães e seus descendentes foram confinados em um campo de concentração em Araçoiaba. A partir de 1960, o clube passou a organizar a sua Oktoberfest, a tradicional festa da cerveja do sul da Alemanha.
A primeira colônia alemã estabelecida em Pernambuco foi a Colônia Santa Amélia, estabelecida nas proximidades do Recife entre 1829 e 1831, representou uma iniciativa pioneira de colonização alemã em Pernambuco. Constituída por imigrantes germânicos, muitos dos quais chegaram ao Brasil a bordo do navio Actif em 1828, a colônia foi nomeada em homenagem à Imperatriz Amélia de Leuchtenberg, recentemente desposada pelo Imperador Dom Pedro I.
A localização da colônia, em uma área conhecida como Cova da Onça, a aproximadamente doze quilômetros a oeste do Recife, inseria-se em uma região marcada por tensões sociais e políticas. A proximidade com o Quilombo do Catucá, um dos mais significativos quilombos de Pernambuco no século XIX, expôs os colonos a frequentes ataques. O Quilombo do Catucá, também referido como Quilombo de Malunguinho, era composto por escravizados fugitivos que resistiam à opressão e buscavam liberdade nas matas próximas às áreas urbanas de Recife e Olinda.
A constante ameaça e os ataques perpetrados pelos quilombolas do Catucá comprometeram a segurança e a viabilidade da Colônia Santa Amélia. Essas incursões, somadas às dificuldades inerentes à adaptação dos imigrantes ao novo ambiente, culminaram no desaparecimento da colônia em um período relativamente curto.
Em 1839, sob a liderança de Francisco do Rego Barros, posteriormente intitulado Conde da Boa Vista, cerca de 200 operários alemães foram recrutados para impulsionar a modernização do Recife. Esses profissionais, incluindo pedreiros, carpinteiros e ferreiros, desempenharam papel crucial em obras significativas, como a construção do Teatro de Santa Isabel. Ao introduzirem novas técnicas construtivas e padrões estéticos, confrontaram a "rotina ibérica" vigente, ao mesmo tempo em que buscaram conciliá-la, conforme observado por Gilberto Freyre.
No decorrer do século XIX, o pensamento alemão exerceu considerável influência sobre a chamada Escola do Recife, com destaque para o sergipano Tobias Barreto, um de seus mais fervorosos divulgadores. A interação entre as culturas alemã e pernambucana, embora marcada por desafios, contribuiu de maneira significativa para o desenvolvimento cultural e intelectual da região. A presença de uma comunidade de origem alemã no Recife começou a se tornar perceptível nas primeiras décadas do século XIX, marcada pela instalação do Consulado Prussiano, posteriormente substituído, em meados do mesmo século, pelo Consulado Geral da Alemanha. Conforme aponta Gilberto Freyre, a influência alemã em Pernambuco era amplamente sentida em diversos setores, como o comércio, as artes, a indústria e a agricultura experimental. Os produtos oriundos dessas iniciativas muitas vezes competiam diretamente com os manufaturados ingleses e franceses. A maior concentração da colônia alemã situava-se entre a capital, Recife, e a zona industrial da cidade de Paulista.
A colônia fundada pelos herdeiros e filhos do sueco naturalizado brasileiro Herman Theodor Lundgren (Norrköping, c. 1835 – Recife, 1907) casado em 1877 com a então Alemã de Schleswig-Holstein, naturalizada brasileira Anna Elisabeth (Barmstedt, 14 de janeiro de 1847 – Recife, 12 de maio de 1934), entre os quais sobressai Frederico João Lundgren (Recife, 20 de junho de 1879 – São Paulo, 25 de fevereiro de 1946), o qual associado aos outros herdeiros planejou e fez executar o implemento do projeto fabril da Companhia de Tecidos Rio Tinto e a urbanização imprescindível para o assentamento populacional envolvente. A colônia germânica de Rio Tinto, na Paraíba, foi estabelecida em meados de 1867, quando cerca de 30 famílias alemãs se instalaram na região com o objetivo de trabalhar na Companhia de Tecidos Rio Tinto, a indústria têxtil fundada por Herman Theodor Lundgren. Os colonos eram, em sua maioria, técnicos e operários especializados, além de alguns agricultores, que ajudaram no desenvolvimento da indústria local e na introdução de novas práticas agrícolas. O desfecho da colônia germânica foi marcado pela desativação da Companhia de Tecidos Rio Tinto no final do século XIX, o que contribuiu para o declínio da presença alemã na região. As famílias de origem alemã foram assimiladas pela população local. As famílias alemãs constituiam a única colônia germânica, de fato, acima do Centro-Sul do Brasil, no Século XIX.  
No Ceará, houve a presença das famílias Hitzschky, Beuttenmüller, Ehrich e Seifert em Guaramiranga, na região serrana do estado, onde fundaram a Colônia Nova Germania. Além dos Dodt, que chegaram ao Ceará por meio do alemão Gustavo Luiz Guilherme Dodt, avô de Gustavo Barroso, que deixou descendência do primeiro casamento em Fortaleza e do segundo casamento em Sobral. No Vale do Acaraú, Também houve as famílias Kruger, Schaeffer (Chefe) por meio da imigrante Maria Cóta casada com o vereador e chefe da Polícia de Sobral, José Reinaldo Gomes Parente, e também de sua irmã que posteriormente viria a se chamar Maria da Penha de Vasconcelos casada com Joaquim da Silveira Vasconcelos, ambas alemãs, se faz provável que se casaram com os mesmos ainda na Europa ou em alguma metrópole brasileira.A imigração alemã no estado do Piauí, embora menos expressiva que em outros estados nordestinos. Um exemplo notável é a chegada de imigrantes alemães à localidade de Santa Rosa, no sul do Piauí, em 1963. Esses imigrantes contribuíram para o avanço socioeconômico da região, especialmente por meio de projetos agrícolas e pecuários. A Diocese de Oeiras, sob a liderança do Bispo Dom Edilberto, adquiriu terras no povoado, dividindo-as em 60 lotes agrícolas destinados a famílias, além de um lote para a construção da Cooperativa Mista de Moradores de Santa Rosa, fundada em 17 de maio de 1961. Essa cooperativa desempenhou um papel crucial no desenvolvimento local, facilitando a integração dos imigrantes alemães e promovendo o crescimento econômico e social da comunidade. Além disso algumas famílias de origem alemã vindas do vale do Acaraú e do Maranhão também se estabeleceram no Piauí.
Os primeiros alemães a se fixarem em Sergipe chegaram em 1839, optando por estabelecer-se na Vila de Maruim, que, à época, era o principal porto comercial da Província, responsável pela exportação de açúcar. Quase todos os imigrantes estrangeiros desembarcaram em Maruim após viagens realizadas em patachos, escunas e brigues, as principais embarcações de dois mastros utilizadas naquela época. O Livro de Registro de Estrangeiros de Maruim documenta o registro, em 1840, de Peter Heinrich Holtermann, um comerciante solteiro, de 51 anos, natural de Hamburgo. No ano seguinte, em 1841, chegou Johann Heinrich Winter, também comerciante solteiro, com 27 anos, nascido em Hannover. Gustav Wiesdesmann, comerciante solteiro, chegou a Maruim em 1847, aos 34 anos de idade. Já no final da década de 1840, em 1849, chegou Henrismann Kotsch, de 30 anos, natural de Hannover.
Em 1855, quando o presidente da Província, Inácio Barbosa, transferia a capital de São Cristóvão para Aracaju, os principais centros econômicos de Sergipe eram Laranjeiras, Maruim e Estância. Nesse contexto, os imigrantes alemães conquistaram maior visibilidade em Maruim, especialmente após a instalação da casa comercial A. Schramm & Co., voltada para a exportação de açúcar e a importação de mercadorias industriais e outros manufaturados europeus. Fundada em 1831, em Pernambuco, pelos irmãos Adolph e Ernst Schramm, a empresa teve como seu membro mais jovem, Ernst, que acompanhou o irmão Adolph ao Brasil, em 1812. Com a transferência da sede para Maruim, a firma estabeleceu filiais em Salvador, Recife, Rio de Janeiro e Hamburgo. Os Schramm tornaram-se proprietários de trapiches em Maruim, Laranjeiras, Aracaju e Japaratuba (tais como Grande, Dois de Julho, Quaresma, Santa Maria, Vitória, Maior, Magalhães e Melo), além de arrendatários de embarcações que transportavam tanto a produção quanto as mercadorias comercializadas entre os portos de Maruim, Laranjeiras, Aracaju, Recife, Salvador, Rio de Janeiro e Hamburgo. Além disso, a firma A. Schramm & Co. funcionou também como uma casa bancária, financiando a produção dos engenhos e de outros estabelecimentos agrícolas, e possivelmente, a própria produção açucareira. Em 1869, o mais importante descaroçador de algodão em funcionamento na Província de Sergipe, movido a vapor e com capacidade diária de processamento de 600 arrobas, estava instalado em Maruim, como parte dos negócios da empresa Schramm.[carece de fontes?]

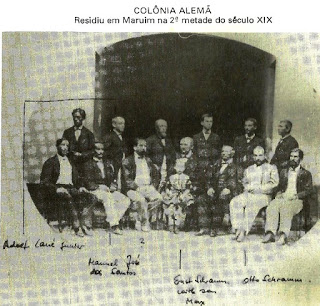
Fotografia da colônia alemã de Maruim, Sergipe, em 1860.

A segunda tentativa de colonização alemã em Sergipe resultou na formação da Colônia do Quissamã, composta por 22 famílias que chegaram a Aracaju em fevereiro de 1924, a bordo do vapor Comandante Miranda. Os 82 imigrantes foram recebidos pelas autoridades locais, incluindo o presidente Graccho Cardoso, e encaminhados para uma hospedaria. Após a transferência para a colônia, receberam casas e lotes com infraestrutura moderna, como luz elétrica e instalações sanitárias, além de assistência dentária e liberdade para escolher suas culturas agrícolas.
Em setembro de 1925, apenas 16 das 22 famílias iniciais continuavam na colônia, totalizando 53 pessoas. O presidente Cardoso manteve uma postura otimista quanto ao desenvolvimento da colônia, destacando a adaptação dos colonos aos costumes locais e seu trabalho com culturas como cana, algodão e mandioca. No entanto, ao final de dois anos, restava apenas um colono, Oscar Backhaus, em Sergipe. Os demais imigrantes haviam abandonado o projeto e se mudado para outros estados ou retornado à Alemanha.
No Alagoas também houve uma pequena presença de imigrantes alemãs, como em Maceió e São José da Lage. No Rio grande do Norte, houve a menor presença alemã de todos os estados nordestinos, porém famílias de origem germânica dos estados vizinhos imigraram para lá, uma família de origem germânica que chegou ao estado durante as invasões neerlandesas, foi a Grascisman, advinda do comandante Joris Gartsman Van de Werve, o sobrenome foi extinto, porém a descendência da família ainda sobrevive no Rio Grande do Norte e Ceará.

## O Nazismo na Região Nordeste do Brasil
Durante a década de 30, Nordeste apresentou ligações nazistas também assim como a maioria das regiões brasileiras, atuando especialmente em Pernambuco, onde os nazistas se organizaram em um partido extraoficial e isso mesmo sendo quantitativamente baixo alemães na região. O partido nazista pernambucano surgiu por volta de 1936 e manteve, além da sede na capital pernambucana, duas filiais: uma no município de Paulista, no próprio estado, e outra na cidade de Rio Tinto, na Paraíba. O eixo central dessa história se encontra na Companhia de Tecidos, dirigida pela tradicional família Lundgren. O funcionamento de reuniões do Partido Nazista em Pernambuco, realizadas em clubes alemães, fazia parte das atividades rotineiras da comunidade germânica. Havia vigilância sobre essas atividades, assim como ocorria com outros grupos e setores da sociedade. O Partido Nazista e suas filiais foram fechados em 1938, em virtude do Decreto-Lei nº 383, que declarou a ilegalidade do partido no país. No caso da família Lundgren, de origem sueca, a situação foi a seguinte: para ocupar cargos estratégicos, eles confiavam em estrangeiros. Assim, Paulista concentrou um número significativo de alemães. Em 1942, por exemplo, um jornal local relatou que, dos 10 mil trabalhadores das fábricas da família, apenas 49 eram alemães, sendo que estes últimos exerciam funções de liderança em postos estratégicos, comandando os brasileiros. O funcionamento de reuniões do Partido Nazista em Pernambuco, realizadas, por exemplo, em clubes alemães, fazia parte das atividades rotineiras da comunidade germânica. Havia vigilância sobre essas atividades, assim como ocorria com outros grupos e setores da sociedade. A comunidade germânica local acompanhava os discursos de Hitler por transmissões radiofônicas e celebrava o aniversário do líder nazista, em 20 de abril. Há registros de apreensões de rádios com símbolos da suástica pela polícia da época.
Entre os vários detidos, três estavam diretamente envolvidos com atividades suspeitas. O mais notório foi Gunter Heinzel, um alemão de 28 anos, preso em 24 de novembro de 1943. Ele havia chegado clandestinamente a João Pessoa e era acusado de ser emissário de Hitler. Gunter foi confinado no Mosteiro de São Bento ou em Camaratuba, no litoral, após uma mensagem de rádio decodificada confirmar seu envolvimento com o Eixo (Alemanha, Itália e Japão).